# Mirákl (tanec)
Mirákl je česká taneční skupina, úřadující mistr světa dětského moderního tance. Na kontě má 46 titulů Mistr České republiky. 

## Historie souboru
Mirákl založila roku 1995 Andrea Burešová Klugová jako taneční skupinu při Hornickém domu kultury a techniky v Sokolově. V roce 2010 vznikla pobočka při ZUŠ v Ostrově. Dnes má soubor 150 členů v šesti věkových kategoriích a pravidelně reprezentuje Českou republiku na zahraničních soutěžích (Norsko, Kanada, Gibraltar, Polsko, Německo). Tvoří ho děti a mládež tancující moderní scénický tanec, jazz dance, show dance, balet nebo dancehall. 

## Úspěchy na mistrovství světa

### 2017
3. místo (Pod křídly andělů, formace, dětská věková kategorie, modern dance)

### 2016
1. místo (N.O.H.Y., formace, dětská věková kategorie, modern dance) 

### 2015
1. místo (Wintonovy vlaky, formace, dětská věková kategorie, modern dance)
2. místo (N.O.H.Y., malá skupina, dětská věková kategorie, modern dance) 
5. místo (H.A.T. jazz, formace, dětská věková kategorie, jazz dance) 
6. místo (Feel, touch, sence, Karolína Kunzová, sóla,dětská věková kategorie, modern dance) 
8. místo (ROCK Girls, malá skupina, dětská věková kategorie, jazz dance) 
14. místo (Marta Šafářová, sóla, dětská věková kategorie, modern dance) 

### 2014
1. místo (Hej na husy, mini kids, show dance) 

### 2013
4. místo (modern formace) 
6. místo (jazz formace) 

### 2012
2. místo (malá skupina, modern dance) 
4. místo (formace, moderní dance)

## Citáty
| „                         | Snažíme se v každém jednom tanečníkovi probudit lásku k pohybu a tanci tak, aby se pro něj tanec stal vášní a životní láskou. | “ |
| — Andrea Burešová Klugová | |   |